# Fuss, hogy utolérjenek!
A Fuss, hogy utolérjenek! 1972-ben készült színes, magyar bűnügyi, zenés filmvígjáték, amit Keleti Márton rendezett Lenkei Lajos novellájából.

## Történet
Egy veszélyes kémbanda, hogy megszerezzen egy titkos lézertalálmányt, nemzetközi zeneműkiadónak adja ki magát, hogy hozzáférkőzzön ahhoz a magyar könnyűzenei zeneszerzőhöz, akinél azok az iratok vannak, amelyeket véletlenül a zenész számlaellenőr apja cserélt össze az egyik kémmel egy fodrászműhelyben. A zenész azonban csak akkor adja ki az iratokat, ha a kémbanda megveszi az új musicaljét, amit ennek köszönhetően (természetesen szigorú rendőri felügyelettel) be tud mutatni.

## Szereplők
- Bodrogi Gyula (Tokaji Attila zeneszerző)
- Pécsi Sándor (Tokaji Gáspár számlaellenőr, Attila apja)
- Páger Antal („Tanár úr”)
- Bárdi György (Kurth)
- Somogyvári Rudolf (Herbert)
- Zalatnay Sarolta (Kati, énekesnő)
- Sunyovszky Szilvia (Éva, rendőr alhadnagy)
- Huszti Péter (Kovács, rendőr őrnagy)
- Zenthe Ferenc (Gáspár, nyomozó)
- Kern András (fiatal rendező)
- Körmendi János (karnagy)
- Inke László (igazgató)
- Tomanek Nándor (főrendező)
- Németh Marika (Szentirmay Judit, művésznő)
- Németh Sándor (operettszínész)
- Lorán Lenke (Gizike)
- Békés Itala (tolmácsnő)
- Zentay Ferenc (Olaf Orgeborg professzor)
- Rátonyi Róbert (Sodomai)
- Koós János (bárzongorista)
- Benkő Péter (gitáros)
- Pethes Sándor (a frankfurti bűnbanda tagja)
- Zách János (a frankfurti bűnbanda tagja)
- Balázs Péter (a frankfurti bűnbanda tagja)
- Orsolya Erzsi (takarítónő)
- Gyenge Árpád (Rezső)
- Bakó Márta (füttyművésznő)
- Gálcsiki János (fodrász)
- Boros Jolán (népdalénekesnő)
- Mányai Zsuzsa (segédrendező)
- Pásztor János (miniszterhelyettes)
- Sir Katalin (Szöszi)
- Sívó Mária (orvosnő)
- Szendrő Iván (Paulo)
- Tándor Lajos (orvos)
- Csonka Endre (rendőr)
- Fillár István (miniszter)
- Pécsi Balett

## Zene
- Zalatnay Sarolta: Félteni kell (Fényes Szabolcs – Szenes Iván) ISWC: T-007.003.942-7
- Pécsi Sándor: Gyermekkori álmok (Fényes Szabolcs – Szenes Iván)

## Televíziós megjelenés
m1, m2, m3, m5, Duna TV, Duna World, RTL Klub, Kecskeméti VTV, Kapos TV, Zemplén TV, Szolnoki VTV, Szekszárdi VTV, Filmmúzeum, Humor 1, Hír TV, Magyar Mozi TV

## Külső hivatkozások
- Fuss, hogy utolérjenek! a PORT.hu-n (magyarul)
- Fuss, hogy utolérjenek! az Internet Movie Database oldalon (angolul)
- FilmKatalogus.hu
- Kritikustomeg.org